# 왕유령
왕유령'(중국어 정체자: 王有齡, 병음: Wang Youling, 1810년 ~ 1861년)은 청나라 말기의 관리이다. 자는 영구(英九), 호는 설헌(雪軒)이었다.

## 생애
왕유령은 1810년 복건성 후관현에서 태어났다. 왕유령은 거인이 되었지만 진사가 되지 못했다. 호설암의 출자로, 절강염대사의 관직을 샀다. 그후, 자계, 정해, 은, 인화의 현령을 역임했으며, 백성들의 평판이 좋아 1855년에는 항주지부에 발탁되어, 절강순무의 하계청(何桂清) 그 재간을 인정받았다. 하계청이 양강총독에 취임하면서 강소안찰사가 되었고, 이어서 포정사로 발탁되었다. 왕유령은 재화에 밝았고 하계청의 신뢰를 받고 있었다.
항주지부의 시절에는 호설암을 돕기 위해 부강전장의 설립에 막대한 지원을 했다. 호설암의 관인으로의 출발은 이때부터 시작된다. 특히 연수국(捐輸局)을 설치하여 자금 관리와 식량 운반을 맡겼다. 그리고 연수국의 자금을 부강전장에서 일괄 관리하게 했다.
1860년, 태평천국군이 항주를 함락시키자, 절강순무 나준전은 자결했다. 이에 하계청은 왕유령을 절강순무의 후임으로 추천했다. 함풍제는 신속하게 항주를 탈환하라고 명령했지만, 왕유령은 복건 관군을 이끌고 태평천국군을 물리치고, 항주를 회복했다.
같은 해 태평천국군 10만이 휘주에서 절강으로 침입해 엄주를 함락시키고, 항주에 육박했지만, 장군 서창과 함께 이를 격퇴하고 엄주를 탈환했다.
1861년 10월, 소산 · 제기 · 소흥이 함락되고 식량 보급이 끊어졌다. 왕유령은 이원도를 안찰사로 임명하여 상군 8천명의 원군을 요청했지만, 원군은 용유에서 막혀 도착하지 못했다.
항주는 태평천국 이수성 군에 의해 완전히 포위되었다. 항주성은 식량이 고갈되고, 사기가 떨어져 결국 12월에 함락되었다. 왕유령은 독을 마셨지만, 죽지 않아서 목매달아 자결했다.
사후 장민(壯愍)이라는 시호가 주어졌다.

## 같이 보기
- 호설암

| 선임 나준전 | 절강순무 1860-1861 | 후임 좌종당 |